# Hewelsfield and Brockweir
Hewelsfield and Brockweir est une paroisse civile du Gloucestershire, en Angleterre.